# Округ Крозби (Тексас)
Округ Крозби (енгл. Crosby County) је округ у америчкој савезној држави Тексас. По попису из 2010. године број становника је 6.059.

## Демографија
Према попису становништва из 2010. у округу је живело 6.059 становника, што је 1.013 (14,3%) становника мање него 2000. године.
| Група             | 2000.         | 2010.         |
| Белци             | 3.301 (46,7%) | 2.625 (43,3%) |
| Афроамериканци    | 275 (3,9%)    | 209 (3,4%)    |
| Азијати           | 2 (0,0%)      | 6 (0,1%)      |
| Хиспаноамериканци | 3.460 (48,9%) | 3.171 (52,3%) |
| Укупно            | 7.072         | 6.059         |